# 默西溫泉 (加利福尼亞州)
默西溫泉（英語：Mercey Hot Springs）是位於美國加利福尼亞州弗雷斯諾縣的一個非建制地區。該地的面積和人口皆未知。

## 地理
默西溫泉的座標為36°42′15″N 119°51′37″W / 36.70417°N 119.86028°W，而該地的平均海拔高度為354米（即1161英尺）。